# Marvin B. Sussman
Marvin Bernard Sussman (* 27. Oktober 1918 in New York City; † 5. August 2007) war ein US-amerikanischer Soziologe und emeritierter Professor der University of Delaware. Sein Forschungs- und Publikationsschwerpunkt war die Familiensoziologie. 1962/63 amtierte er als Präsident der Society for the Study of Social Problems (SSSP).

## Leben und Wirken
Sussmann, der seinen Doktortitel 1951 an der Yale University erwarb, war von 1951 bis 1954 Assistenzprofessor für Soziologie am Union College in Schenectady, dann Gast-Assistenzprofessor an der University of Chicago und daran anschließend bis 1975 Professor an der Case Western Reserve University in Cleveland. Dann folgten vier Jahre Lehre und Forschung an der Wake Forest University in Winston-Salem. 1979 wechselte er an die University of Delaware.
Sussman war als Berater für mehrere Bundesbehörden tätig. Er war Herausgeber, Mitherausgeber und Redaktionsmitglied von Publikationen wie Journal of Marriage and the Family, Journal of Family History, Journal of Marriage and Family Counseling und Marriage and Family Review.
Sussman wurde 1980 mit dem Ernest W. Burgess Award des National Council on Family Relations ausgezeichnet und erhielt 1985 den Distinguished Scholar Award und 1992 den Lee Founders Award, beide von der SSSP verliehen, der er 1962/63 als Präsident vorgestanden hatte.

## Schriften (Auswahl)

### Als Autor
- Sourcebook in marriage and the family. 4. Auflage, Houghton Mifflin, Boston 1973, ISBN 0-395-17538-0.
- Community structure and analysis. Greenwood Press, Westport 1978, ISBN 0-313-20400-4 (Reprint der Ausgabe von bei Crowell, New York 1959).
- The family and inheritance. Russell Sage Foundation, New York 1970, ISBN 0-87154-873-9 (mit Judith N. Cates und David T. Smith).

### Als Herausgeber
- Marriage and the Family, 2. Auflage. Band 1. Springer Science, New York 1999, ISBN 978-1-4757-5369-1 (mit Suzanne K. Steinmetz und Gary W. Peterson).
- Alternative health maintenance and healing systems for families. Haworth Press, New York 1987, ISBN 0-86656-701-1 (mit Doris Y. Wilkinson).
- Childhood disability and family systems. Haworth Press, New York 1987, ISBN 0-86656-671-6 (mit Michael Ferrari).
- Alternatives to traditional family living. Haworth Press, New York 1982, ISBN 0-917724-59-3 (mit Harriet Gross).